# Renault Type BM
La Renault type BM est un modèle, très peu commercialisé qui reçoit un moteur de camion, sur le châssis de la Renault 20CV.